# گلیم‌گوش
در افسانه‌های ایرانی گلیم‌گوش مردمی بوده‌اند مانند آدم لیکن گوش‌های آن‌ها به مرتبه‌ای بزرگ بوده که یکی را بستر و دیگری را لحاف می‌کرده‌اند و آن‌ها را گوش‌بستر هم می‌گویند.
در کتاب پیامبران از قوم یاجوج و ماجوج به عنوان کسانی یاد شده که یک گوش خود را لحاف و دیگری را بستر می‌کرده‌اند و بسیار زاد و ولد می‌کرده‌اند و شمار آنان به حدی زیاد بوده که به هر سرزمینی که می‌رفته‌اند آن را از آذوقه تهی می‌کردند و صدای آنان بسیار آزاردهنده بود چنان‌که چون راه به سوی سرزمینی می‌بردند، مردم آن پیش از رسیدن آن‌ها به کوه‌ها می‌گریختند.
ذوالقرنین به یاری مردم آمد و قوم یاجوج و ماجوج را در میانهٔ دو کوه به وسیلهٔ مس و فولاد ذوب شده زندانی ساخت.